# Nooit meer regen
Nooit meer regen is een lied van het Nederlandse zangduo Suzan & Freek. Het werd op 18 mei 2023 als single uitgebracht. Het nummer verscheen op 27 mei 2023 in de Nederlandse Top 40 en de Nederlandse Single Top 100. Op 2 juni 2023 werd "Nooit meer regen" ook gekozen als NPO Radio 2 TopSong door NPO Radio 2. Op 3 juni 2023 verscheen het nummer in de Vlaamse Ultratop 50. De single werd uitgebracht tijdens de langst gemeten droogte in Nederland, die liep van 13 mei 2023 tot en met 20 juni 2023.

## Achtergrond
Nooit meer regen is geschreven door Suzan Stortelder, Arno Krabman, Freek Rikkerink, Léon Palmen en Martijn Konijnenburg en geproduceerd door Krabman. De tekst gaat over "de liefde en zomer eren."
Op de B-kant van de single is een instrumentale versie van het lied te vinden.
De videoclip werd op 24 mei 2023 uitgebracht en bevat beelden van Suzan & Freek die als in een roadmovie door de Verenigde Staten reizen. Bij deze trip komen ze onderweg langs de steden New Orleans, Memphis, Nashville, Washington D.C. en New York. Voor het maken van de videoclip hebben Suzan & Freek drie weken doorgebracht in Amerika.

## Hitnoteringen

### Nederlandse Top 40
| Hitnotering: 27-05-2023 t/m 22-07-2023 | Hitnotering: 27-05-2023 t/m 22-07-2023 | Hitnotering: 27-05-2023 t/m 22-07-2023 | Hitnotering: 27-05-2023 t/m 22-07-2023 | Hitnotering: 27-05-2023 t/m 22-07-2023 | Hitnotering: 27-05-2023 t/m 22-07-2023 | Hitnotering: 27-05-2023 t/m 22-07-2023 | Hitnotering: 27-05-2023 t/m 22-07-2023 | Hitnotering: 27-05-2023 t/m 22-07-2023 | Hitnotering: 27-05-2023 t/m 22-07-2023 | Hitnotering: 27-05-2023 t/m 22-07-2023 |
| Week:                                  | 1                                      | 2                                      | 3                                      | 4                                      | 5                                      | 6                                      | 7                                      | 8                                      | 9                                      |                                        |
| -------------------------------------- | -------------------------------------- | -------------------------------------- | -------------------------------------- | -------------------------------------- | -------------------------------------- | -------------------------------------- | -------------------------------------- | -------------------------------------- | -------------------------------------- | -------------------------------------- |
| Positie:                               | 36                                     | 25                                     | 19                                     | 18                                     | 18                                     | 20                                     | 24                                     | 29                                     | 38                                     | uit                                    |

### NederlandseSingle Top 100
| Hitnotering: 27-05-2023 t/m 16-09-2023 | Hitnotering: 27-05-2023 t/m 16-09-2023 | Hitnotering: 27-05-2023 t/m 16-09-2023 | Hitnotering: 27-05-2023 t/m 16-09-2023 | Hitnotering: 27-05-2023 t/m 16-09-2023 | Hitnotering: 27-05-2023 t/m 16-09-2023 | Hitnotering: 27-05-2023 t/m 16-09-2023 | Hitnotering: 27-05-2023 t/m 16-09-2023 | Hitnotering: 27-05-2023 t/m 16-09-2023 | Hitnotering: 27-05-2023 t/m 16-09-2023 | Hitnotering: 27-05-2023 t/m 16-09-2023 | Hitnotering: 27-05-2023 t/m 16-09-2023 | Hitnotering: 27-05-2023 t/m 16-09-2023 | Hitnotering: 27-05-2023 t/m 16-09-2023 | Hitnotering: 27-05-2023 t/m 16-09-2023 | Hitnotering: 27-05-2023 t/m 16-09-2023 | Hitnotering: 27-05-2023 t/m 16-09-2023 | Hitnotering: 27-05-2023 t/m 16-09-2023 | Hitnotering: 27-05-2023 t/m 16-09-2023 |
| Week:                                  | 1                                      | 2                                      | 3                                      | 4                                      | 5                                      | 6                                      | 7                                      | 8                                      | 9                                      | 10                                     | 11                                     | 12                                     | 13                                     | 14                                     | 15                                     | 16                                     | 17                                     |                                        |
| -------------------------------------- | -------------------------------------- | -------------------------------------- | -------------------------------------- | -------------------------------------- | -------------------------------------- | -------------------------------------- | -------------------------------------- | -------------------------------------- | -------------------------------------- | -------------------------------------- | -------------------------------------- | -------------------------------------- | -------------------------------------- | -------------------------------------- | -------------------------------------- | -------------------------------------- | -------------------------------------- | -------------------------------------- |
| Positie:                               | 31                                     | 30                                     | 29                                     | 34                                     | 42                                     | 38                                     | 41                                     | 44                                     | 45                                     | 42                                     | 52                                     | 58                                     | 66                                     | 68                                     | 73                                     | 69                                     | 85                                     | uit                                    |

### VlaamseUltratop 50
| Hitnotering (week 1): 03-06-2023 Hitnotering (week 2 t/m 3): 17-06-2023 t/m 24-06-2023 Hitnotering (week 4 t/m 13): 08-07-2023 t/m 09-09-2023 | Hitnotering (week 1): 03-06-2023 Hitnotering (week 2 t/m 3): 17-06-2023 t/m 24-06-2023 Hitnotering (week 4 t/m 13): 08-07-2023 t/m 09-09-2023 | Hitnotering (week 1): 03-06-2023 Hitnotering (week 2 t/m 3): 17-06-2023 t/m 24-06-2023 Hitnotering (week 4 t/m 13): 08-07-2023 t/m 09-09-2023 | Hitnotering (week 1): 03-06-2023 Hitnotering (week 2 t/m 3): 17-06-2023 t/m 24-06-2023 Hitnotering (week 4 t/m 13): 08-07-2023 t/m 09-09-2023 | Hitnotering (week 1): 03-06-2023 Hitnotering (week 2 t/m 3): 17-06-2023 t/m 24-06-2023 Hitnotering (week 4 t/m 13): 08-07-2023 t/m 09-09-2023 | Hitnotering (week 1): 03-06-2023 Hitnotering (week 2 t/m 3): 17-06-2023 t/m 24-06-2023 Hitnotering (week 4 t/m 13): 08-07-2023 t/m 09-09-2023 | Hitnotering (week 1): 03-06-2023 Hitnotering (week 2 t/m 3): 17-06-2023 t/m 24-06-2023 Hitnotering (week 4 t/m 13): 08-07-2023 t/m 09-09-2023 | Hitnotering (week 1): 03-06-2023 Hitnotering (week 2 t/m 3): 17-06-2023 t/m 24-06-2023 Hitnotering (week 4 t/m 13): 08-07-2023 t/m 09-09-2023 | Hitnotering (week 1): 03-06-2023 Hitnotering (week 2 t/m 3): 17-06-2023 t/m 24-06-2023 Hitnotering (week 4 t/m 13): 08-07-2023 t/m 09-09-2023 | Hitnotering (week 1): 03-06-2023 Hitnotering (week 2 t/m 3): 17-06-2023 t/m 24-06-2023 Hitnotering (week 4 t/m 13): 08-07-2023 t/m 09-09-2023 | Hitnotering (week 1): 03-06-2023 Hitnotering (week 2 t/m 3): 17-06-2023 t/m 24-06-2023 Hitnotering (week 4 t/m 13): 08-07-2023 t/m 09-09-2023 | Hitnotering (week 1): 03-06-2023 Hitnotering (week 2 t/m 3): 17-06-2023 t/m 24-06-2023 Hitnotering (week 4 t/m 13): 08-07-2023 t/m 09-09-2023 | Hitnotering (week 1): 03-06-2023 Hitnotering (week 2 t/m 3): 17-06-2023 t/m 24-06-2023 Hitnotering (week 4 t/m 13): 08-07-2023 t/m 09-09-2023 | Hitnotering (week 1): 03-06-2023 Hitnotering (week 2 t/m 3): 17-06-2023 t/m 24-06-2023 Hitnotering (week 4 t/m 13): 08-07-2023 t/m 09-09-2023 | Hitnotering (week 1): 03-06-2023 Hitnotering (week 2 t/m 3): 17-06-2023 t/m 24-06-2023 Hitnotering (week 4 t/m 13): 08-07-2023 t/m 09-09-2023 | Hitnotering (week 1): 03-06-2023 Hitnotering (week 2 t/m 3): 17-06-2023 t/m 24-06-2023 Hitnotering (week 4 t/m 13): 08-07-2023 t/m 09-09-2023 | Hitnotering (week 1): 03-06-2023 Hitnotering (week 2 t/m 3): 17-06-2023 t/m 24-06-2023 Hitnotering (week 4 t/m 13): 08-07-2023 t/m 09-09-2023 |
| Week: | 1 | | 2 | 3 | | 4 | 5 | 6 | 7 | 8 | 9 | 10 | 11 | 12 | 13 | |
| --- | --- | --- | --- | --- | --- | --- | --- | --- | --- | --- | --- | --- | --- | --- | --- | --- |
| Positie: | 49 | uit | 49 | 31 | uit | 32 | 36 | 26 | 27 | 26 | 37 | 32 | 40 | 20 | 44 | uit |